# Pol Fraiture
Pour les articles homonymes, voir Fraiture.
Pol Fraiture, né le 17 décembre 1946 à Ixelles (Bruxelles) et mort le 8 novembre 1981 à Uccle, est un peintre belge contemporain.
Il a principalement travaillé l’huile sur toile, mais également le monotype. Il a aussi réalisé de nombreux croquis et dessins (souvent humoristiques).
Le rêve, le féérique, la poésie, l'amour de la nature, le mystère,,, et l’imaginaire constituent les grands traits de son œuvre à l'huile,,,,.
Ses monotypes révèlent le plus souvent le côté plus tourmenté de sa personnalité,.
Pol Fraiture ne peut être rattaché à un mouvement en particulier ; il a créé son propre style, sa technique toute personnelle.
Il a peint entre sept et huit cents œuvres.

## Biographie
Pol Fraiture peint dès l’enfance. Dès ses treize ans, il est clair qu'il s'agit d'une véritable vocation,, d'un talent inné. Ses parents, qui aimeraient le voir embrasser une carrière différente, ne le soutiennent pas dans sa vocation,.
Il effectue ses études à l'Académie royale des beaux-arts de Bruxelles (grande distinction en dessin et Arts graphiques) et aux Beaux-Arts de Paris (Arts décoratifs, Histoire de l’Art).
Hypersensible, il vit intensément les moments de bonheur comme les désillusions et les drames humains. Très vite, son œuvre reflète des sentiments profonds de joie ou de déception,.
C’est d’abord l’Ardenne belge, en particulier la Fagne, qui le fascine et l’inspire lorsqu’il la découvre avec son père, exploitant forestier,,.
La nature et la couleur jouent dans son œuvre un rôle majeur.
Déçu par le comportement de l’homme, il le représente rarement, excepté dans ses monotypes - plus expressionnistes et plus intrigants- et ses dessins,,,.
Pol Fraiture est également fasciné par les mystères de l’espace, de l’infini, du futur et de l’intemporel. Cette inspiration se marque dans ses œuvres figuratives et abstraites, (Voyage à sens unique, Bruxelles intemporelle...).
Bruxelles intemporelle, huile monumentale sur toile de 4,40 m sur 1,40 m, est sa plus grande œuvre, réalisée d'après une gravure du XVIIe siècle,,,,,.
Prodige, il expose dans le monde entier et est unanimement reconnu par la critique belge et internationale,.
En 1975, il participe à Bruxelles au salon artistique "Art pour tous". Il y remporte la médaille d’Or au Grand Prix du Jury, la médaille d’Argent au Grand Prix de la Presse, et la médaille d’Argent au Grand Prix du Public.
C'est un passionné ; la peinture occupe dans sa vie un rôle essentiel,,.
Il épouse Claudette De Ville en 1978.
Pol Fraiture figure dans la collection du Centre de la gravure et de l’image imprimée (La Louvière, Belgique).
Il décède au retour de sa dernière exposition à Paris.

## Technique - mouvement - style
Pol Fraiture travaille sur bois dans ses jeunes années. En réalité, étant donné la réticence de ses parents, il ne dispose pas de toiles et peint sur des supports divers : cartons, plaques de bois, panneaux, portes… Ensuite, peu à peu, il peut se permettre de peindre sur toile.
Il élabore au fil du temps sa technique propre,,.
Génie de la couleur, il travaille par couches successives et grave son sujet dans la couleur fraîche,,,.
À la fois luministe,,, coloriste, abstrait de loin, figuratif de près, et "sur-impressionniste" en creux, il possède une technique et un style très personnels.
Il est son propre mouvement Son approche de la matière et de la lumière est innovatrice et originale,.
Le néo-impressionnisme lumineux de Pol Fraiture donne à ses paysages un éclairage particulier.
Son œuvre dégage une grande poésie et fait songer au Grand Meaulnes,,,,. Très souvent, le rêve y est prédominant. Ses toiles révèlent un monde caché qui se dévoile peu à peu lorsque l'on s'en approche,,,,,.
Vers la fin de sa vie, plusieurs de ses toiles tendent vers l'abstrait.
Il dit : « Ma peinture me fait pénétrer dans la profondeur de cette forêt de richesses insoupçonnées que sont les couleurs. Elles deviennent la véritable source des formes qui surgissent de mon Moi profond ».

## Critiques et presse
En 1972, André Malraux écrit de lui :

« Le visage jeune, humain, une vitalité expansive, débordante même; instinctif et raisonnable, passionné et réfléchi, terrestre et céleste, éprouvant le besoin d’irradier une bonté généreuse et d’affirmer sa personnalité dans le sens d’efforts, esthétiques, spirituels et moraux.
Voici quelques particularités que rassemble notre artiste, Pol Fraiture.
Extraordinairement ressemblante à sa personnalité : son œuvre, orientée vers l’illimité: chaque empreinte de couleur étant une marche vers les lueurs du super conscient et les antres de l’infraconscient, avec malgré tout le désir de relier le proche au lointain par un graphisme nerveux, franchement exprimé.
Ses couleurs, vibrantes, audacieuses parfois, posées avec délicatesse et subtilité offrent aux yeux un éclat chatoyant très particulier, exprimant tantôt la sérénité, tantôt la crainte, mais toujours la pureté.
Pol Fraiture est capable d’offrir beaucoup, du grand, du passionné, de l’énergique, du vrai, du beau enfin… »

## Après son décès
Quatre ans après son décès, Claudette De Ville organise à la galerie « l’Angle Aigu » à Bruxelles une grande rétrospective de ses œuvres (de son enfance à sa mort),,,.
Une dizaine d’années plus tard, elle publie une monographie, Pol Fraiture – Histoire de ma vie avec Pol, retraçant sa vie au travers d’une partie de ses œuvres (environ 130) et présentant certains de ses textes et des articles de critiques d’art belges et internationaux.
Depuis, elle organise régulièrement des expositions de ses œuvres.